# Casino Prado Suburense
El Casino Prado Suburense és una societat recreativa i cultural sitgetana fundada l'any 1877, sense ànim de lucre, amb la finalitat de fomentar la cultura i proporcionar als seus associats les activitats pròpies de caràcter cultural, lúdic i recreatiu.

## Història

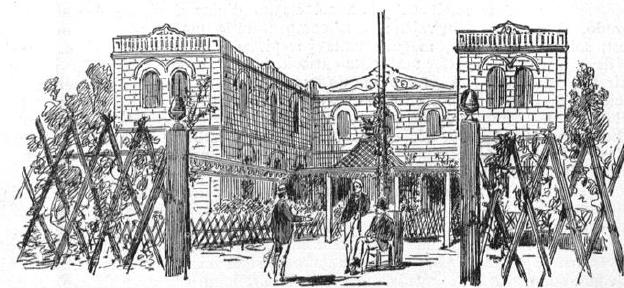
El Prado, en un dibuix de 1878

Fruit d'una bonança econòmica i les inquietuds culturals de l'època dels Indianos, l'edifici del Casino Prado Suburense comença a bastir-se el 1869. El prolífic arquitecte noucentista Josep Maria Martino i Arroyo en va ser l'arquitecte, i se li deuen molts elements de l'interior del teatre, com l'escenari construït el 1890 i reformat el 1924 dins un estil noucentista d'inspiració classicista. La primera sessió de cinema de l'entitat es feu el 12 de juliol del 1907, i al 1920 es documenta la primera sessió de cinema al jardí; durant molts anys les funcions cinematogràfiques es feren tant al saló teatre com, als estius, al jardí. El 1977, en celebrar-se els cent anys de l'entitat, s'estrenà l'Himne del Centenari, amb música d'Agustí Cohí i Grau i lletra de l'actiu soci Salvador Soler i Forment.
A la planta baixa s'hi ubica una sala de cinema i un bar-restaurant. La seu social és al primer pis de l'entitat i és un espai exclusiu per als socis, on disposen de cafeteria, televisió, lectura de la premsa diària i jocs de taula. Ser soci és imprescindible per a poder gaudir de les activitats que ofereixen les diferents seccions de l'Entitat: Ballet, Escacs (premi Tradicions Sitgetanes del 2007, en el 75è aniversari de la secció), que organitza anualment l'Obert Internacional d'Escacs Vila de Sitges, Ioga, Carnaval, Caramelles, Dibuix, Carrusel, Teatre i fins a una vintena. Actualment l'entitat té un miler de socis, que gaudeixen de descomptes en les consumicions al bar i a algunes activitats culturals i recreatives que es realitzen a l'entitat, així com la gratuïtat en altres.
És membre associat de la Federació d'Ateneus de Catalunya. L'any 1988 va ser distingit amb el premi Trinitat Catasús, i el 1999 rebé el Premi Especial que atorga l'ajuntament de Sitges. L'entitat ha acollit un gran nombre d'actes cívics de la vila, com el lliurament dels Premis Sitges al novembre del 2013. A l'octubre del 2020, l'Acadèmia del Cinema Català atorgà a l'entitat el distintiu de cinema centenari.
El Govern de la Generalitat de Catalunya li va concedir el premi Creu de Sant Jordi l'11 d'abril de 2017.

## Arquitectura i patrimoni artístic

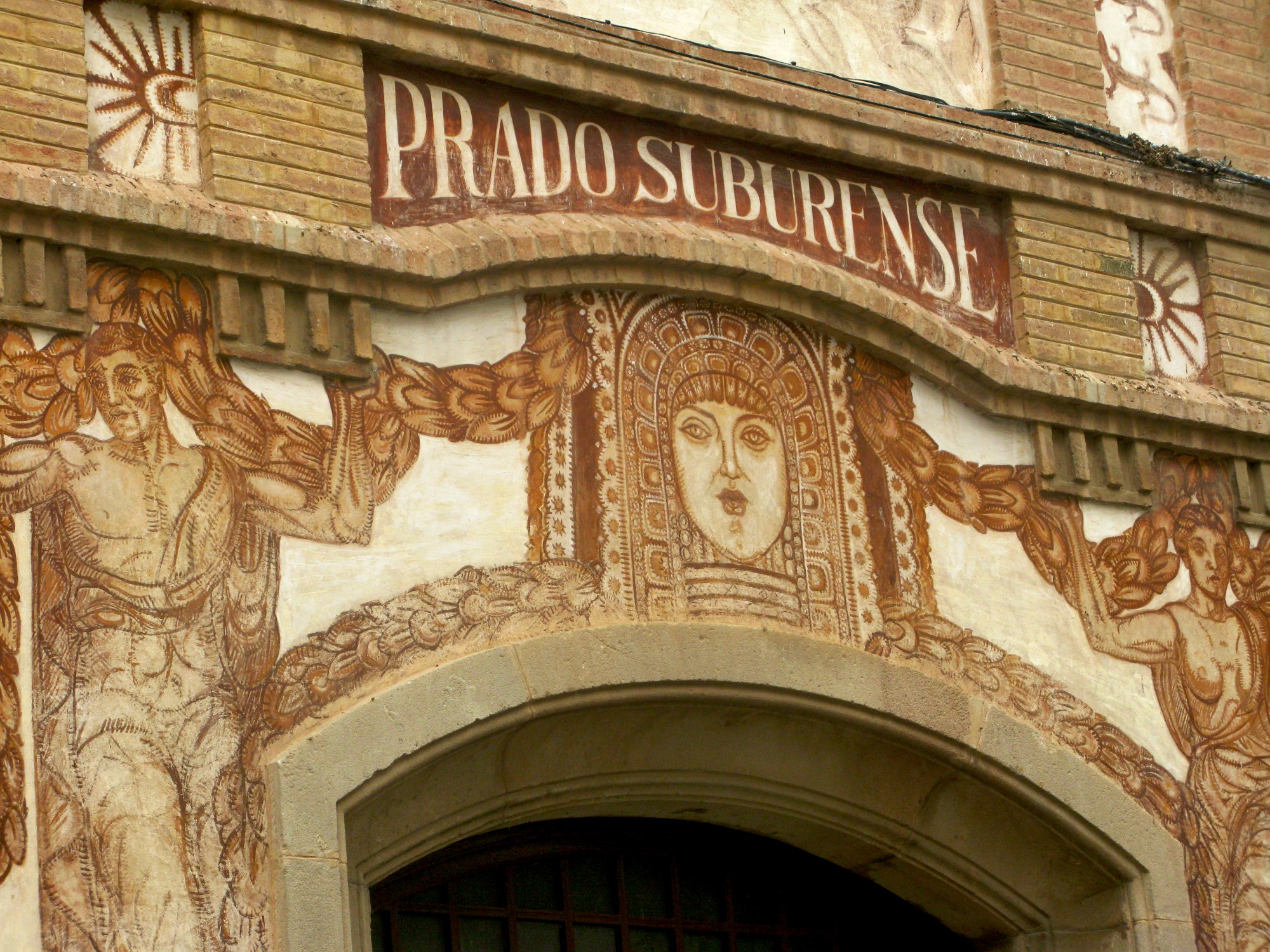
Rètol a la porta d'entrada

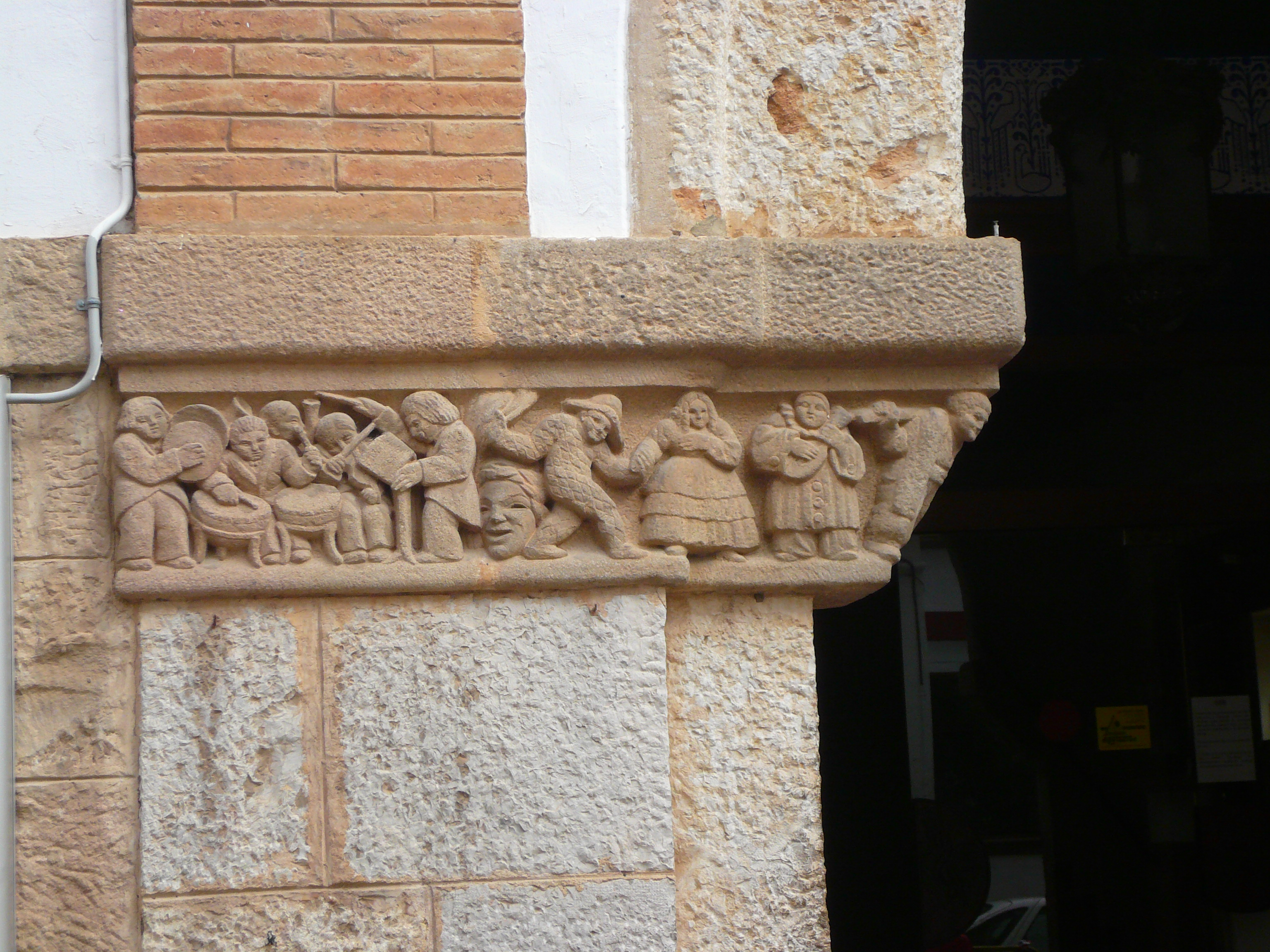
Frisos, de Pere Jou

L'edifici té dues parts: un bloc de tres cossos, on hi ha el saló teatre, i un altre que s'obre amb un arc de pedra que duu a un vestíbul decorat per Miquel Utrillo. El cos central té una finestra amb decoració pictòrica capçada amb un frontó semicircular. La realització de la façana es dilatà en el temps fins ja avançat el segle xx, i permet que en l'actualitat es pugui gaudir de les pintures a paraments com el sostre del teatre i a la façana realitzada pel mestre Agustí Ferrer i Pino. També cal destacar de la façana els frisos de Pere Jou.
La importància del llegat patrimonial del Casino Prado ha estat reconeguda per la Generalitat de Catalunya que el va declarar Bé d'interès cultural (IPA-11924).